# F값 (통계)
통계학에서 F값(F ratio 또는 F-statistic)은 F분포(F-distribution 또는 Snedecor's F distribution 또는 Fisher–Snedecor distribution)에서  사용하는 연속 확률 분포의 값으로, F 검정과 분산분석 등에서 주로 사용된다. F값은 비율 분포(ratio distribution 또는 quotient distribution)로 표현된다.

## 분산
분산(variance, Var)은 통곗값과 평균값의 차이인 편차를 제곱하여 얻은 값들의 산술 평균이다. 분산이 작으면 자료는 평균값 주위에 모여 있게 되고, 분산이 크면 자료 가운데 평균값에서 멀리 떨어진 것이 많게 된다. 또한 개체(object)로부터 얻어진 데이타들의 집합인 샘플과 이러한 샘플들이 2개 이상이 되면 샘플들간의 평균의 분산을 얻을수있다. 이처럼 샘플내 분산값은 샘플들간이 평균분산에서 유의미성을 보여줄 수 있다.  따라서
{\displaystyle F={{\text{샘 플 간   평 균  분 산 }} \over {\text{샘 플 내   분 산 }}}}

## 같이 보기
- Z값
- 다중회귀분석